# Blue Springs (Mississipi)
Blue Springs és una població dels Estats Units a l'estat de Mississipi. Segons el cens del 2000 tenia 144 habitants.

## Demografia
Segons el cens del 2000, Blue Springs tenia 144 habitants, 53 habitatges, i 34 famílies. La densitat de població era de 54 habitants per km².
Dels 53 habitatges en un 32,1% hi vivien nens de menys de 18 anys, en un 54,7% hi vivien parelles casades, en un 11,3% dones solteres, i en un 34% no eren unitats familiars. En el 30,2% dels habitatges hi vivien persones soles el 9,4% de les quals corresponia a persones de 65 anys o més que vivien soles. El nombre mitjà de persones vivint en cada habitatge era de 2,72 i el nombre mitjà de persones que vivien en cada família era de 3,46.
Per edats la població es repartia de la següent manera: un 21,5% tenia menys de 18 anys, un 10,4% entre 18 i 24, un 34,7% entre 25 i 44, un 20,1% de 45 a 60 i un 13,2% 65 anys o més.
L'edat mediana era de 38 anys. Per cada 100 dones de 18 o més anys hi havia 94,8 homes.
La renda mediana per habitatge era de 41.250 $ i la renda mediana per família de 52.188 $. Els homes tenien una renda mediana de 30.938 $ mentre que les dones 26.000 $. La renda per capita de la població era de 16.257 $. Cap de les famílies i el 4% de la població estaven per davall del llindar de pobresa.

## Poblacions més properes
El següent diagrama mostra les poblacions més properes.